# Гарсия Канту, Гильермо
Гилье́рмо Гарси́я Канту́ (исп. Gillermo Garcia Cantú; род. 24 августа 1960, Монтеррей, Нуэво-Леон, Мексика) — мексиканский актёр, запомнившийся зрителям как исполнитель отрицательных персонажей.

## Биография и карьера
Родился 24 августа 1960 года в Монтеррее. С детства он был одарённым ребёнком и родители подвигли его стать актёром.
В кино дебютировал в 23-летнем возрасте в 1983 году в короткометражном фильме. Там молодого будущего актера замечает известный продюсер Эрнесто Алонсо и даёт ему незначительную роль в сериале 1985 года «Чистая кровь». После этого актёра начинают приглашать сниматься в других сериалах и он получает свою первую главную роль в спродюсированной Эрнестом Алонсо мыльной опере 1986 года «Обман» (исп. El engaño), где он снялся с Эрикой Буэнфиль.
Его дальнейшая карьера была довольно успешной и он снялся в 20 теленовеллах, среди которых «Когда приходит любовь» 1990 года, «Маримар» 1994 года, «Злоумышленница» (La intrusa) 2001 года, «Amar otra vez» 2004 года и другие.
В России актер известен по ролям Бернандо Дуарте («Маримар»), Рауля Монтемара («Марисоль») и Деметрио Риверо («Мачеха»).
Хотя он не прекращал сниматься, одной из последних его крупных работ были съёмки в сериале 2005 года «Мачеха», в котором он разделил главные роли с Викторией Руффо и Сезаром Эвора. Также в 2006 году сыграл злодея Клаудио Гарсу в молодёжном телесериале «Почтовый индекс» (Código postal) с исполнительницей второй главной роли актрисой Жаклин Гарсиа.
В 2008 году он вошёл в актёрский состав теленовеллы «Огонь в крови», сыграв роль персонажа Фернандо, разделив главные роли с такими актёрами как Адела Норьега, Диана Брачо и Нинель Конде.
27 июля 2009 года начал съёмки в роли персонажа-антагониста в теленовелле «Хамелеоны».
Последним сериалом с его участием является сериал «Триумф любви» 2010 года продюсера Salvador Mejía, где актёр играет одного из злодеев, и снимается наряду с Викторией Руффо, Майте Перрони и Уильямом Леви. Актер состоит в штате Телевисы, но поступающие в последние годы предложения сниматься актёр по каким-то причинам отклонял.
В 2014 году он вернулся к съёмкам, войдя в актёрский состав боевика «Нелюбимая», играя роль злодея Норберт, и снимаясь вместе с Викторией Руффо, Сабине Муссьер, Кристианом Мейером, Ариадной Диаз и Mané de la Parra.

### Мужская и женская роль в одном персонаже
В телесериале Мачеха он сыграл двуличного отрицательного персонажа в одном лице - роли Деметрио Риверо. В мужском лице Деметрио Риверо был адвокатом по делу приговора Эстебана Сан Роман, ловеласом и мошенником, а вот в женском лице Деметрио Риверо становился хладнокровным убийцей всех, кто разгадал тайну убийства Патрисии Ибаньес, убитой им, но за его преступление пострадали невинные люди - Мария Фернандес де Сан Роман отсидела 20 лет в тюрьме (хотя могла провести остаток дней в тюрьме, если не чудом найденное письмо Сервандо Мальдонадо, в котором указано, что Мария - невиновна) и Эстебан Сан Роман (которого чуть не казнили, если бы не привезённая Марией видеокассета с записью убийства).

## Фильмография

### СериалыТелевисы
| Год       |   | Русское название           | Оригинальное название        | Роль                                            |
| --------- | - | -------------------------- | ---------------------------- | ----------------------------------------------- |
| 1985—1988 | с | Чистая кровь / Единокровка | De pura sangre               | Ансельмо Бустаманте / второстепенная роль       |
| 1985      | с | Хитрость                   | El engaño                    | Gerardo / протагонист                           |
| 1987      | с | Как больно молчать         | Cómo duele callar            | Мауро / второстепенная роль                     |
| 1988      | с | Две жизни                  | Dos vidas                    | Маурисио / второй протагонист                   |
| 1988      | с | Дом в конце улицы          | La casa al final de la calle | Браулио / второстепенная роль                   |
| 1989—1990 | с | Когда приходит любовь      | Cuando llega el amor         | Родриго Фернандес Перейра / антагонист          |
| 1991—1992 | с | Загнанная                  | Atrapada                     | Виктор Монтеро / второстепенная роль            |
| 1992      | с | Треугольник                | Triángulo                    | Давид Виллафранко Линарес / главный антагонист  |
| 1993      | с | Валентина                  | Valentina                    | Виктор Лухан / второстепенная роль              |
| 1994      | с | Маримар                    | Marimar                      | Бернардо Дуарте / антагонист                    |
| 1994      | с | Начать сначала             | Volver a empezar             | Тони / специальная роль                         |
| 1995—1996 | с | Акапулько, тело и душа     | Acapulco, cuerpo y alma      | Марсело де Марис / главный антагонист           |
| 1996      | с | Песня любви                | Canción de amor              | адвокат Арисменди / специальная роль            |
| 1996      | с | Марисоль                   | Marisol                      | Рауль Монтемар / второстепенная роль            |
| 1997—1998 | с | Здоровье, деньги и любовь  | Salud, dinero y amor         | Фелипе / второстепенная роль                    |
| 1999      | с | Росалинда                  | Rosalinda                    | Хосе Фернандо Альтамирано / антагонист          |
| 1999      | с | Серафин                    | Serafín                      | Рауль / антагонист                              |
| 2000      | с |                            | Siempre te amaré             | Хорхе Монтесинос / второстепенная роль          |
| 2001      | с | Красивая женщина           | Mujer bonita                 | Леопольдо / второстепенная роль                 |
| 2001      | с | Злоумышленница             | La intrusa                   | Родриго / антагонист                            |
| 2003—2004 | с | Полюбить снова             | Amar otra vez                | Гильермо Монтеро Аррарарте / главный антагонист |
| 2005—2006 | с | Перегрина                  | Pergrina                     | Сарреон / второстепенная роль                   |
| 2005—2007 | с | Мачеха                     | La Madrastra                 | Деметрио Риверо / главный антагонист            |
| 2006—2007 | с | Почтовый индекс            | Código postal                | Клаудио Гарса Мохено / главный антагонист       |
| 2007—2008 | с | Огонь в крови              | Fuego en la sangre           | Фернандо Эскандон / главный антагонист          |
| 2009—2010 | с | Хамелеоны                  | Camaleones                   | Аугусто Понсе де Леон / главный антагонист      |
| 2010—2011 | с | Триумф любви               | Triunfo del Amor             | Гильермо Кинтана / главный антагонист           |
| 2014      | с |                            | La malquerida                | Norberto Palacios Rincón / антагонист           |
| 2015      | с |                            | Lo imperdonable              | Аарон Мартинес / антагонист                     |

### Мексиканские фильмы
| Год  |   | Русское название         | Оригинальное название            | Роль   |
| ---- | - | ------------------------ | -------------------------------- | ------ |
| 1983 | ф | Квартет на конец времени | Оригинальное название неизвестно |        |
| 1989 | ф | Свидание со смертью      | Оригинальное название неизвестно | Эмилио |
| 1991 | ф | Дентро в ночи            | Оригинальное название неизвестно |        |
| 1992 | ф | Империя проклятых        | Оригинальное название неизвестно |        |
| 1993 | ф | В никуда                 | Оригинальное название неизвестно |        |
| 1994 | ф | Блуждающий               | Оригинальное название неизвестно | Мигель |

## Награды и премии

### TVyNovelas
- 1987: ? — «Хитрость» — номинация
- 1990: Лучший молодой актёр — «Дом в конце улицы» — номинация
- 1996: Лучший злодей — «Акапулько, тело и душа» — номинация
- 2002: Лучшая звёздная роль — «Злоумышленница» — номинация
- 2006: Лучшая отрицательная роль — «Мачеха» — номинация
- 2009: Лучшая отрицательная роль — «Огонь в крови» — победитель